# La maliarda (film)
La maliarda (La noche del sabado) è un film del 1950 diretto da Rafael Gil. 
Il soggetto è tratto dall'opera teatrale di Jacinto Benavente rappresentata per la prima volta nel 1903. La pellicola ha come protagonista María Félix.

## Trama
Il colera impedisce alla giovane Imperia di lavorare e guadagnare ma per fortuna viene notata da Leonardo, uno scultore in cerca d'ispirazione per uno dei personaggi della sua opera "la notte del sabato".
L'opera ha grande successo e attira l'attenzione di un principe che si innamora della ragazza ma il loro amore è messo a dura prova dal carattere difficile dell'uomo e Imperia fugge per sposare un altro uomo.